# Broumov (Plzeň)
Broumov (in tedesco Promenhof) è un comune della Repubblica Ceca facente parte del distretto di Tachov, nella regione di Plzeň.